# 宮田龍介
宮田 龍介（みやた りゅうすけ、1914年（大正3年）2月2日 - 没年不詳）は、日本の実業家。民間企業に勤務した後、父である宮田重五郎が創業した宮田酒造場を相続し、宮田酒造を設立。その後、社名を三光正宗へ変更し、同社の社長・会長に就任する。1991年に岡山県三木記念賞を受賞。岡山県新見市出身。

## 経歴

### 生い立ち
1914年（大正3年）、岡山県阿哲郡哲西町矢田（現：新見市哲西町）にある宮田重五郎の長男として出生する。地元に近い旧制岡山県立高梁中学（現：岡山県立高梁高等学校）へ進学する。1931年（昭和6年）同校を卒業し、岡山にある旧制第六高等学校文科乙類へ進学する。1934年（昭和9年）に同校を卒業し、東京帝国大学法学部へ進学する。1939年（昭和14年）3月に同校を卒業した。

### 実業家として
卒業後、地元の新見へ帰省し、民間企業に就職後、1943年（昭和18年）に父・重五郎から家督を相続し、宮田酒造場を受け継ぐ。第二次世界大戦後、1952年（昭和27年）10月1日に宮田酒造株式会社を設立する。1955年（昭和30年）9月には、荻野酒造を吸収合併、1963年（昭和38年）7月 には内藤酒造場を吸収合併し、販路を拡大していった。また、1967年（昭和42年）10月には、社名を現在の三光正宗株式会社に変更し、ブランド化に成功した。
宮田は、先代の積極路線を継承して、近隣の酒蔵を相次いで合併して事業を拡大し、1979年（昭和54年）65歳の時に社長を宮田廉吾（3代目）へ事業を承継する。その後は、三光正宗会長として経営をサポートするとともに、産業を通じて地域社会の発展に貢献した。これが評価され、1991年（平成3年）に岡山県三木記念賞（産業分野）を受賞している。